# Католицька церква в США
Като́лицька це́рква в США — християнська конфесія в США, найчисельніша в країні як окрема конфесія (18,7% від усього населення США станом на 2023 рік). Складова всесвітньої Римо-католицької церкви, яку очолює на Землі римський папа. Керується конференцією єпископів. Станом на 2023 рік у країні нараховувалося близько 61,9 млн католиків.
Існувало 194 діоцезій, які об'єднували 19 081 церковних парафій.  Кількість  священиків — 44 906 (з них представники секулярного духовенства — 30 207, члени чернечих організацій — 14 699), постійних дияконів — 14 362, монахів — 21 698, монахинь — 71 250.

## Статистика
Згідно з «Annuario Pontificio» і Catholic-Hierarchy.org:
| Рік | Населення | Населення | Населення | Священики | Священики | Священики | Священики           | Диякони | Ченці    | Ченці | Парафії |
| Рік | католики  | загалом   | %         | загалом   | секулярні | ченці     | вірних на священика | Диякони | чоловіки | жінки | Парафії |
| --- | --------- | --------- | --------- | --------- | --------- | --------- | ------------------- | ------- | -------- | ----- | ------- |

## Діоцезії
Шаблон:Католицька церква в США